# Luca Cadalora
Luca Cadalora es un expiloto italiano de motocicletas que participó en el Campeonato del Mundo de Motociclismo en el que llegó a conquistar tres títulos mundiales, uno en 125cc y dos de 250cc. También participó en el Campeonato Mundial de Superbikes.

## Sus inicios

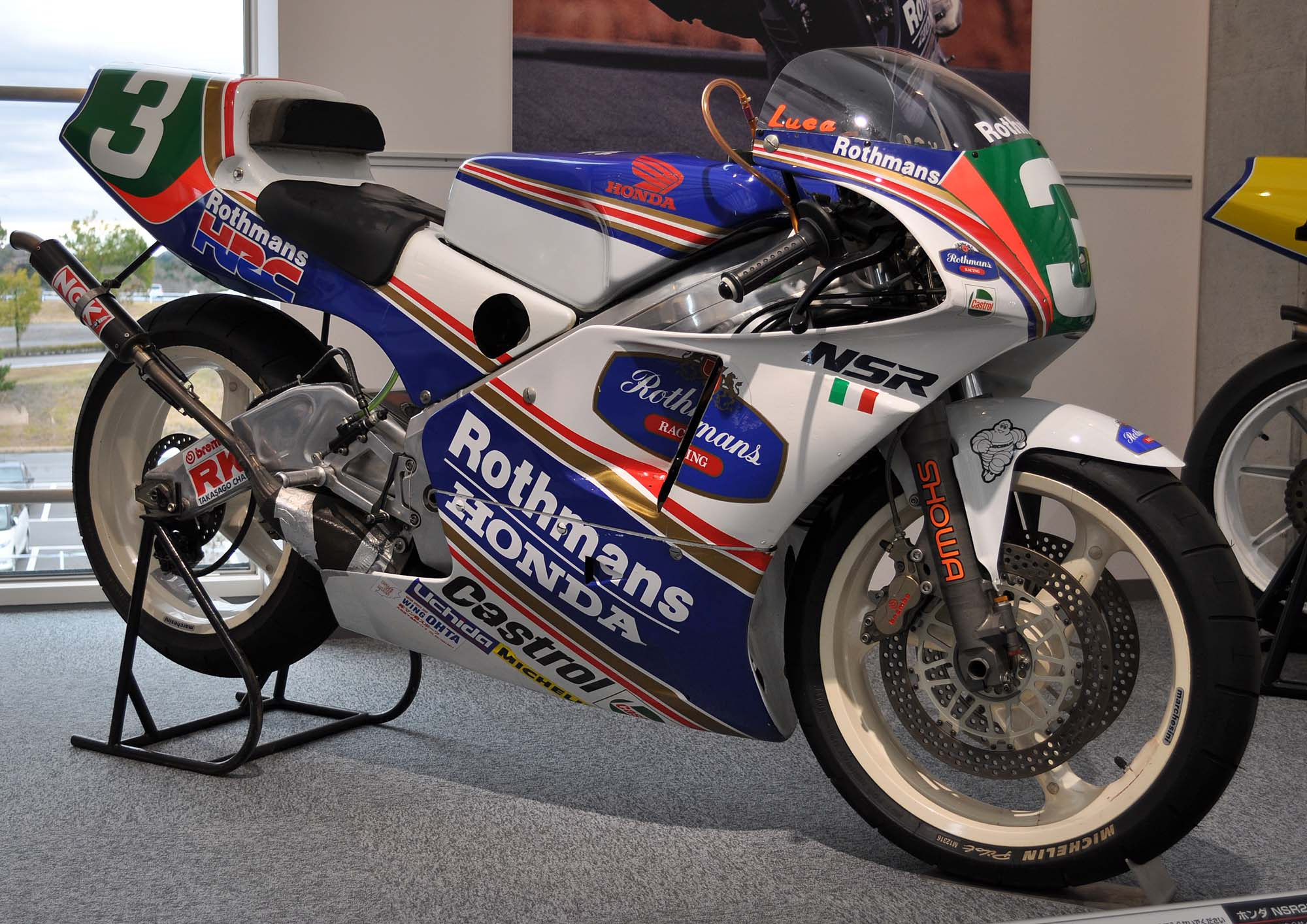
Honda NSR250 con la que Cadalora ganó el mundial de 250cc en 1991

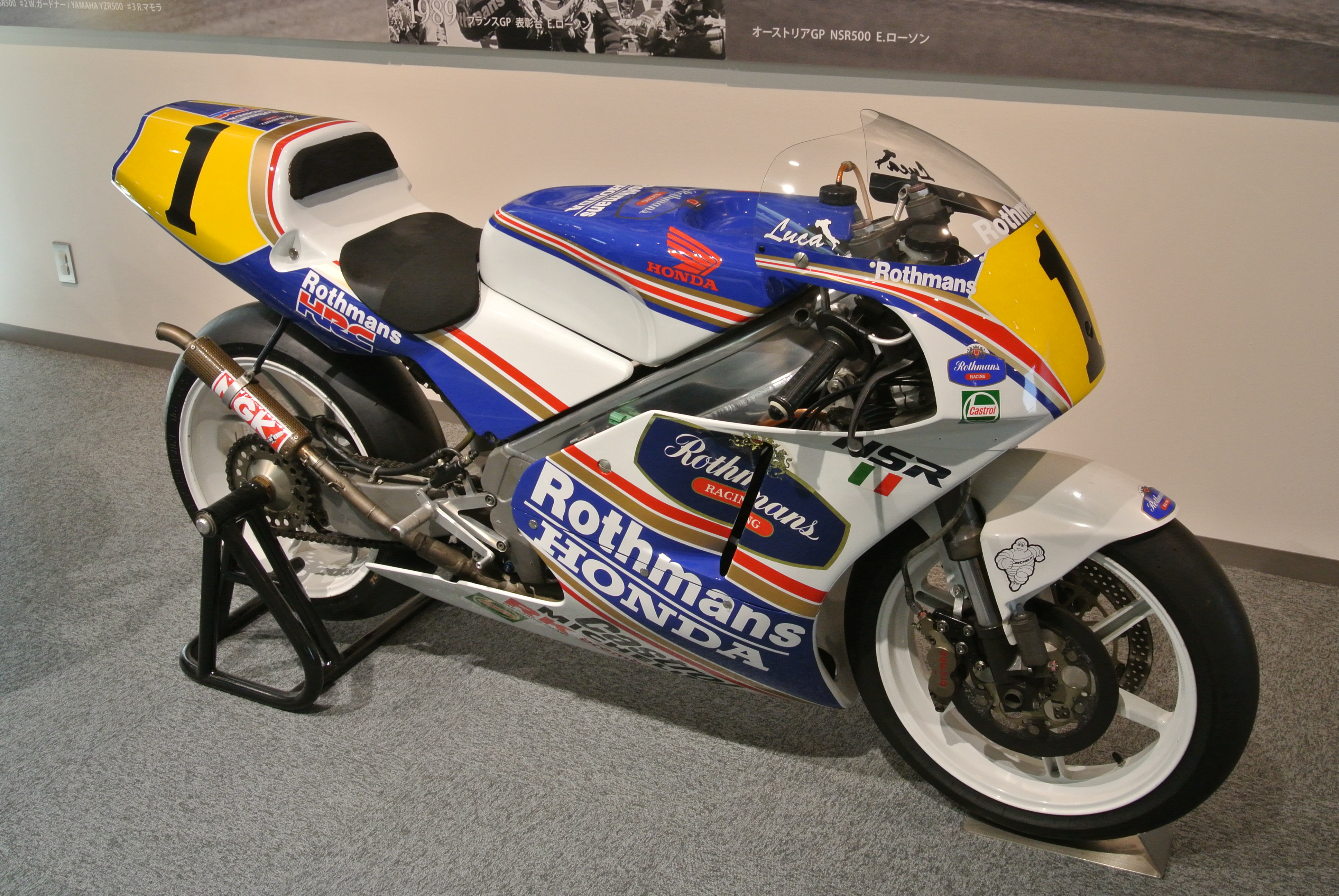
NSR250 con la que ganó el Mundial de 1992

En 1986, ganó en el Campeonato del Mundo de Motociclismo en 125cc con una Garelli y en 1991 y 1992 conquistó el Campeonato del Mundo en 250cc a los mandos de una Honda oficial del equipo Rothmans preparada por el afamado técnico Erv Kanemoto.

## 500cc
En 1993 fue compañero de Wayne Rainey dentro del equipo de Yamaha de Kenny Roberts. Durante las tres temporadas en el equipo Roberts Yamaha, mostró destellos de brillantez, llegando a ser subcampeón del mundo en 1994 por detrás solo de Michael Doohan. Cadalora volvió con Kanemoto en la temporada de 1996, corriendo con una Honda NSR500. Aunque perdieron alguno de los principales patrocinadores, consiguió terminar la temporada en tercer lugar a bordo de la Honda de Kanemoto. 
Durante el año 1997 fue piloto del equipo Yamaha Power Horse, junto con el campeón de SBK del año anterior Troy Corser,  el equipo pasadas las primeras carreras fue esponsorizado por RedBull, pasándose a denominarse Yamaha WCM REDBULL. 
En 1998 volvió al equipo Yamaha Rainey para unas pocas carreras, Teniendo como compañero al nipón Norifumi Abe . 
Durante este año también piloto la Suzuki 500 oficial en el Circuito de Assen . 
Después  ayudó en el desarrollo de la nueva MuZ de carreras durante las temporadas de 1998 y 1999, para recordar su actuación en los entrenamientos en el circuito del Jarama 98 sobre la Muz y tras 7 meses apartado de la competición, luchando por la pole position vuelta tras vuelta. 
Terminó su carrera en 2000 en el equipo Modenas de Kenny Roberts.
También tuvo una breve incursión en el mundial de SBK como sustituto sobre la Ducati de Fábrica.

## Resultados de carrera

### Campeonato del Mundo de Motociclismo

#### Carreras por año
Sistema de puntos desde 1969 a 1987:
| Posición | 1.º | 2.º | 3.º | 4.º | 5.º | 6.º | 7.º | 8.º | 9.º | 10.º |
| Puntos   | 15  | 12  | 10  | 8   | 6   | 5   | 4   | 3   | 2   | 1    |

Sistema de puntos desde 1988 a 1992:
| Posición | 1.º | 2.º | 3.º | 4.º | 5.º | 6.º | 7.º | 8.º | 9.º | 10.º | 11.º | 12.º | 13.º | 14.º | 15.º |
| Puntos   | 20  | 17  | 15  | 13  | 11  | 10  | 9   | 8   | 7   | 6    | 5    | 4    | 3    | 2    | 1    |

Sistema de puntos desde 1993:
| Posición | 1.º | 2.º | 3.º | 4.º | 5.º | 6.º | 7.º | 8.º | 9.º | 10.º | 11.º | 12.º | 13.º | 14.º | 15.º |
| Puntos   | 25  | 20  | 16  | 13  | 11  | 10  | 9   | 8   | 7   | 6    | 5    | 4    | 3    | 2    | 1    |

(Carreras en negrita indica pole position, carreras en cursiva indica vuelta rápida)
| Año  | Clase | Equipo              | Moto        | 1       | 2       | 3       | 4       | 5       | 6       | 7       | 8       | 9       | 10      | 11      | 12      | 13      | 14      | 15      | 16    | Pts. | Pos. |
| ---- | ----- | ------------------- | ----------- | ------- | ------- | ------- | ------- | ------- | ------- | ------- | ------- | ------- | ------- | ------- | ------- | ------- | ------- | ------- | ----- | ---- | ---- |
| 1984 | 125cc | ELIT MBA            | MBA 125     | NAC 5   | ESP Ret | ALE 2   | FRA 12  | NED Ret | GBR 6   | SUE Ret | RSM 7   |         |         |         |         |         |         |         |       | 27   | 8.º  |
| 1985 | 125cc | Team Italia-MBA     | MBA 125     | ESP Ret | ALE Ret | NAT DNF | AUT 30  | NED 7   | BEL DNS | FRA -   | GBR 11  | SUE DNS | RSM -   |         |         |         |         |         |       | 4    | 17.º |
| 1986 | 125cc | Team Italia-Garelli | Garelli 125 | ESP 4   | NAC 4   | ALE 1   | AUT 1   | NED 1   | BEL Ret | FRA 1   | GBR 3   | SUE 2   | RSM 2   | BWU 2   |         |         |         |         |       | 122  | 1.º  |
| 1987 | 250cc | Marlboro-Yamaha     | TZ250       | JAP 13  | ESP 2   | ALE 5   | NAC 11  | AUT Ret | YUG DNS | NED 15  | FRA 15  | GBR NC  | SUE 2   | CHE 5   | RSM 2   | POR 9   | BRA 6   | ARG 4   |       | 63   | 7.º  |
| 1988 | 250cc | Marlboro-Yamaha     | TZ250       | JAP Ret | USA 6   | ESP 7   | EXP NC  | NAC 5   | ALE 1   | AUT 7   | NED 4   | BEL 8   | YUG 5   | FRA 6   | GBR 1   | SUE Ret | CHE 3   | BRA Ret |       | 138  | 6.º  |
| 1989 | 250cc | Marlboro-Yamaha     | TZ250       | JAP 3   | AUS 3   | USA 3   | ESP 1   | NAC Ret | ALE 11  | AUT NC  | YUG Ret | NED Ret | BEL 5   | FRA 11  | GBR Ret | SUE 5   | CHE 6   | BRA 1   |       | 127  | 5.º  |
| 1989 | 500cc | Marlboro-Yamaha     | YZR500      | JAP -   | AUS -   | USA -   | ESP -   | NAC -   | ALE -   | AUT -   | YUG -   | NED -   | BEL -   | FRA -   | GBR 8   | SUE -   | CHE -   | BRA -   |       | 8    | 26.º |
| 1990 | 250cc | Marlboro-Yamaha     | TZ250       | JAP 1   | USA 2   | ESP 2   | NAC Ret | ALE 10  | AUT 1   | YUG 4   | NED Ret | BEL Ret | FRA 2   | GBR 1   | SUE 4   | CHE 4   | HUN 4   | AUS 3   |       | 184  | 3.º  |
| 1991 | 250cc | Rothmans-Honda      | NSR250      | JAP 1   | AUS 1   | USA 1   | ESP 2   | ITA 1   | ALE 4   | AUT 5   | EUR 1   | NED 2   | FRA 5   | GBR 1   | RSM 1   | CHE 3   | LMA 3   | MAL 1   |       | 237  | 1.º  |
| 1992 | 250cc | Rothmans-Honda      | NSR250      | JAP 1   | AUS 1   | MAL 1   | ESP 4   | ITA 1   | EUR 1   | ALE 4   | NED 2   | HUN 1   | FRA 3   | GBR 4   | BRA 1   | RSA 6   |         |         |       | 203  | 1.º  |
| 1993 | 500cc | Marlboro-Yamaha     | YZR500      | AUS 8   | MAL Ret | JAP Ret | ESP 5   | AUT 5   | ALE 8   | NED 7   | EUR 15  | RSM 5   | GBR 1   | CZE 2   | ITA 1   | USA 3   | FIM Ret |         |       | 145  | 5.º  |
| 1994 | 500cc | Marlboro-Yamaha     | YZR500      | AUS 2   | MAL 4   | JAP 4   | ESP Ret | AUT 22  | ALE -   | NED 9   | ITA 2   | FRA 7   | GBR 3   | CZE 3   | USA 1   | ARG 6   | EUR 1   |         |       | 174  | 2.º  |
| 1995 | 500cc | Marlboro-Yamaha     | YZR500      | AUS 4   | MAL Ret | JAP 4   | ESP 2   | ALE 2   | ITA 12  | NED 7   | FRA 2   | GBR 5   | CZE 1   | RIO 1   | ARG 3   | EUR Ret |         |         |       | 176  | 3.º  |
| 1996 | 500cc | Kanemoto-Honda      | NSR500      | MAL 1   | IDN 6   | JAP Ret | ESP 2   | ITA 3   | FRA 6   | NED Ret | ALE 1   | GBR 9   | AUT 4   | CZE Ret | IMO 6   | CAT 4   | RIO 6   | AUS 7   |       | 168  | 3.º  |
| 1997 | 500cc | Promotor-Yamaha     | YZR500      | MAL 4   | JAP 11  | ESP 11  |         |         |         |         |         |         |         |         |         |         |         |         |       | 129  | 6.º  |
| 1997 | 500cc | WCM-Yamaha          | YZR500      |         |         |         | ITA 2   | AUT 3   | FRA Ret | NED Ret | IMO 6   | ALE DNF | RIO 3   | GBR 5   | CZE 2   | CAT 4   | IDN Ret | AUS Ret |       | 129  | 6.º  |
| 1998 | 500cc | Rainey-Yamaha       | YZR500      | JAP -   | MAL -   | ESP -   | ITA -   | FRA 6   | MAD Ret |         |         |         |         |         |         |         |         |         |       | 10   | 23.º |
| 1998 | 500cc | Suzuki MotoGP       | RGV500      |         |         |         |         |         |         | NED Ret | GBR -   | ALE -   | CZE -   | IMO -   | CAT -   | AUS -   |         |         |       | 10   | 23.º |
| 1998 | 500cc | MuZ-Weber           | MuZ 500     |         |         |         |         |         |         |         |         |         |         |         |         |         | ARG Ret |         |       | 10   | 23.º |
| 1999 | 500cc | MuZ-Weber           | MuZ 500     | MAL Ret | JAP -   | ESP 8   | FRA Ret | ITA 10  | CAT Ret | NED DNS | GBR -   | ALE Ret | CZE Ret | IMO -   | VAL -   | AUS -   | RSA -   | BRA -   | ARG - | 14   | 20.º |
| 2000 | 500cc | Roberts-Modenas     | Modenas KR3 | RSA -   | MAL -   | JAP -   | ESP -   | FRA -   | ITA -   | CAT -   | NED -   | GBR -   | ALE 14  | CZE 15  | POR -   | VAL -   | RIO -   | PAC -   | AUS - | 3    | 27.º |

### Campeonato Mundial de Superbikes

#### Carreras por año
| Año  | Moto       | 1   | 1   | 2   | 2   | 3   | 3   | 4       | 4      | 5   | 5   | 6   | 6   | 7   | 7   | 8   | 8   | 9   | 9   | 10  | 10  | 11  | 11  | 12  | 12  | 13  | 13  | Pts. | Pos. |
| Año  | Moto       | R1  | R2  | R1  | R2  | R1  | R2  | R1      | R2     | R1  | R2  | R1  | R2  | R1  | R2  | R1  | R2  | R1  | R2  | R1  | R2  | R1  | R2  | R1  | R2  | R1  | R2  | Pts. | Pos. |
| ---- | ---------- | --- | --- | --- | --- | --- | --- | ------- | ------ | --- | --- | --- | --- | --- | --- | --- | --- | --- | --- | --- | --- | --- | --- | --- | --- | --- | --- | ---- | ---- |
| 2000 | Ducati 996 | RSA | RSA | AUS | AUS | JAP | JAP | GBR Ret | GBR 17 | ITA | ITA | ALE | ALE | SMR | SMR | ESP | ESP | USA | USA | EUR | EUR | NED | NED | OSC | OSC | BHA | BHA | 0    | NC   |